# Hysteropycnis globularis
Hysteropycnis globularis är en svampart som beskrevs av Hilitzer 1929. Hysteropycnis globularis ingår i släktet Hysteropycnis, divisionen sporsäcksvampar och riket svampar.   Inga underarter finns listade i Catalogue of Life.